# 휴 그랜트 (기업인)

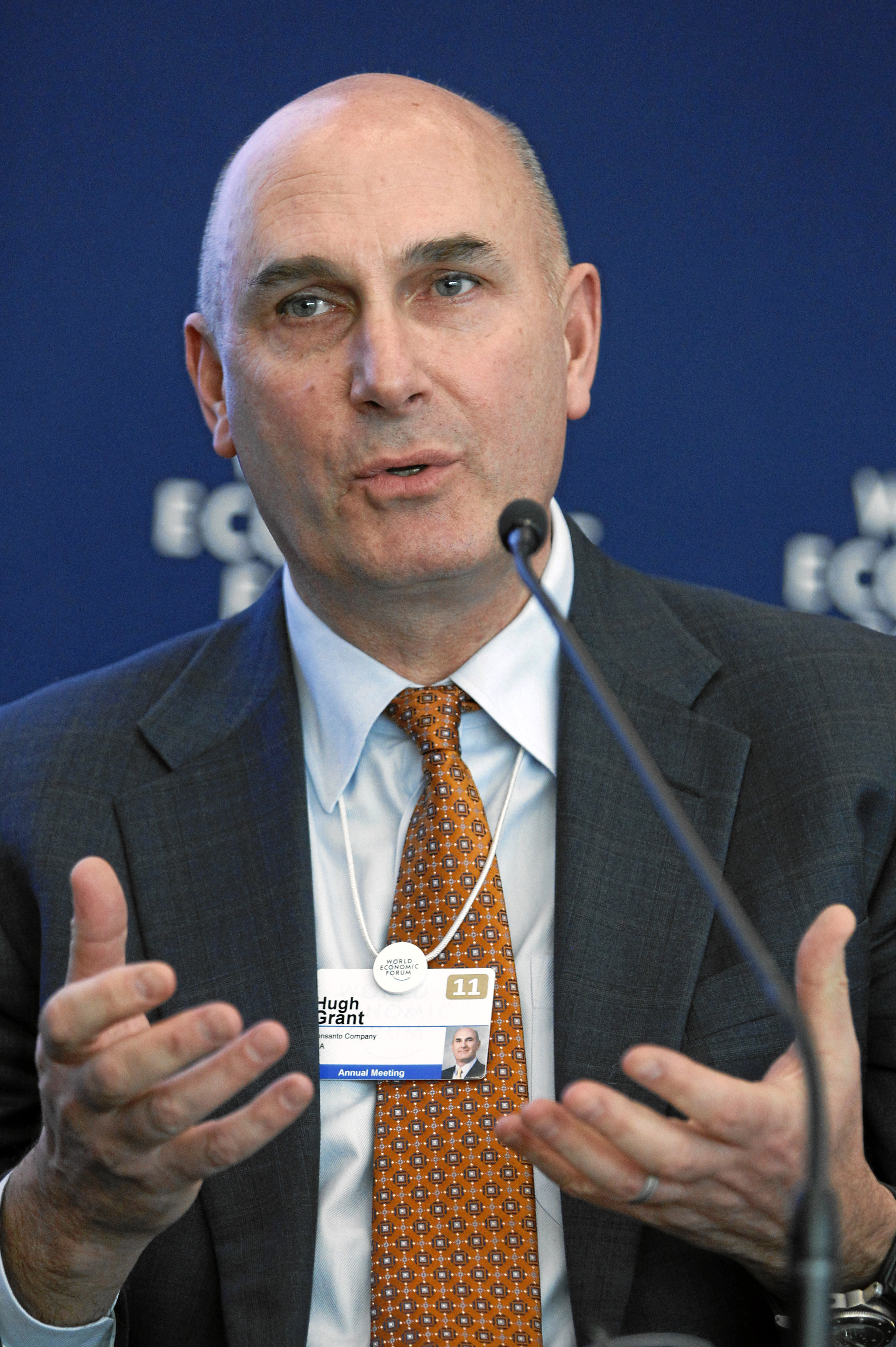

휴 그랜트(Hugh Grant, 1958년 3월 23일~ )는 몬산토의 기업인이다. 배우와는 동명이인이다.

## 경력
1981년부터 1991년까지 당시 미국에 기반을 둔 몬산토 회사에서 스코틀랜드에서 근무한 후 미주리주 세인트루이스에 기반을 둔 농업 부문의 글로벌 전략 이사로 임명되었다. 1995년에는 회사의 아시아 태평양 지역 관리 이사가 되었고 1998년에는 농업 부문의 공동 사장이 되었다.
20세기 몬산토 회사는 대략 5년에 걸친 일련의 합병과 분사(생명공학에 유리한 화학 물질에 대한 관심을 줄이는 효과가 있음)의 한가운데서 2000년에 법적으로 사라졌다. 새로운 몬산토는 회사가 설립되고 그랜트는 이 새로운 몬산토의 부사장 겸 최고 운영 책임자가 되었다. 2003년에는 사장 겸 CEO가 되어 이사회에 합류했다.
2009년 3월, 그랜트는 배런의 연간 목록에서 세계에서 가장 존경받는 30인의 CEO 중 한 명으로 선정되었다. 그는 2010년 올해의 CEO로 선정되었다. 2009년 그랜트는 기본 급여 $1,391,356, 현금 보너스 $1,070,382, 부여된 주식 $1,875,766, 부여된 옵션 $5,902,039 및 기타 보상 $564,214를 포함하여 총 $10,803,757의 보상을 받았다.
그는 2014년에 해리스 디스틸러리(Harris Distillery)의 이사가 되었다. 2018년 3월 그랜트는 베이어에 인수된 후 회사를 떠날 것이며 판매 후 약 7,700만 달러의 보상을 받을 것이라고 발표했다.